# 宋果
宋 果（そう か、生没年不詳）は、中国後漢時代末期の武将。

## 事跡
| 姓名         | 宋果     |
| 時代         | 後漢時代 |
| 生没年       | 〔不詳〕 |
| 職官         | 軍官     |
| 爵位・号等   | -        |
| 陣営・所属等 | 李傕     |

李傕配下の軍官。興平2年（195年）、同僚である楊奉と共に李傕暗殺を謀ったが、事が露顕したため挙兵に追い込まれた。この反乱がきっかけとなり、李傕の勢力は衰退していくことになる。以降、宋果の名は史書に見当たらない。
小説『三国志演義』にも登場する。謀反の原因は、李傕が巫女ばかりを褒賞することへの不満であることに設定され、その際に李傕により処刑されたことになっている。ただし李傕が巫女を重用したのは史実に合致するが、『演義』の内容通りの理由で楊奉・宋果が謀反したかは不明である。